# Unione Sportiva Livorno 1979-1980
Questa pagina raccoglie le informazioni riguardanti l'Unione Sportiva Livorno nelle competizioni ufficiali della stagione 1979-1980.

## Stagione
Nella stagione 1979-1980 con in panchina ancora Tarcisio Burgnich il Livorno ha sfiorato la Serie B. Nel girone B di Serie C1 il passaggio di categoria premiò Catania e Foggia, rispettivamente con 44 e 42 punti. Il Livorno raccolse 40 punti ed ottenne il terzo posto, il miglior piazzamento ottenuto nei nove anni di presidenza di Corasco Martelli. Due i punti di forza della stagione amaranto, in primis la difesa, con sole undici reti subite in trentaquattro partite, di gran lunga è stata la migliore del torneo, il secondo punto di forza il fortino dell'Ardenza, che è tornato dopo molti anni ad essere imbattuto, con dieci vittorie ottenute e sette pareggi. Per la terza stagione consecutiva Michele Vitulano miglior marcatore con sette reti. Ottimo anche il campionato dell'esperto mediano di copertura Gianfranco Bedin.
Nella Coppa Italia di Serie C il Livorno vince il 15º girone di qualificazione, superando Lucchese e Grosseto, nei sedicesimi di finale supera l'Empoli nel doppio confronto, negli ottavi di finale supera la Sangiovannese, poi nei quarti di finale lascia il passaggio alle semifinali al Novara.

## Rosa
| N. |                   | Ruolo | Calciatore         |
| -- | ----------------- | ----- | ------------------ |
|    | Italia (bandiera) | D     | Claudio Azzali     |
|    | Italia (bandiera) | A     | William Barducci   |
|    | Italia (bandiera) | C     | Gianfranco Bedin   |
|    | Italia (bandiera) | P     | Luigi Bertolini    |
|    | Italia (bandiera) | C     | Luigi Cappelletti  |
|    | Italia (bandiera) | C     | Alberto Costantini |
|    | Italia (bandiera) | C     | Carlo Della Volpe  |
|    | Italia (bandiera) | P     | Roberto Incontri   |
|    | Italia (bandiera) | C     | Maurizio Innocenti |
|    | Italia (bandiera) | D     | Marco Maggi        |
|    | Italia (bandiera) | C     | Riccardo Martelli  |

| N. |                   | Ruolo | Calciatore           |
| -- | ----------------- | ----- | -------------------- |
|    | Italia (bandiera) | D     | Luciano Mucci        |
|    | Italia (bandiera) | D     | Giancarlo Petrangeli |
|    | Italia (bandiera) | C     | Stefano Piccini      |
|    | Italia (bandiera) | A     | Ercole Romanini      |
|    | Italia (bandiera) | A     | Massimo Serra        |
|    | Italia (bandiera) | C     | Massimo Spigoni      |
|    | Italia (bandiera) | D     | Giambattista Tondi   |
|    | Italia (bandiera) | C     | Antonio Tormen       |
|    | Italia (bandiera) | A     | Luciano Venturini    |
|    | Italia (bandiera) | A     | Michele Vitulano     |
|    | Italia (bandiera) | C     | Gabriele Zottoli     |

## Risultati

### Campionato

#### Girone di andata
| Ancona 30 settembre 1979 1ª giornata | Anconitana  | 0 – 0 | Livorno | Stadio Dorico\| Arbitro: \| Rufo (Roma) \| |
| Arbitro:                             | Rufo (Roma) |       |         |                                            |

| Livorno 7 ottobre 1979 2ª giornata | Livorno      | 0 – 0 | Nocerina | Stadio Ardenza\| Arbitro: \| Sala (Lecco) \| |
| Arbitro:                           | Sala (Lecco) |       |          |                                              |

| Arbitro: | Da Pozzo (Monza) |

|            |           |  |
| Bortot 24’ | Marcatori |  |

| Arbitro: | Baldini (Piacenza) |

|                     |           |  |
| Vitulano 74’ (rig.) | Marcatori |  |

| Chieti 28 ottobre 1979 5ª giornata | Chieti                    | 0 – 0 | Livorno | Stadio Marruccino\| Arbitro: \| Pezzella (Frattamaggiore) \| |
| Arbitro:                           | Pezzella (Frattamaggiore) |       |         |                                                              |

| Livorno 4 novembre 1979 6ª giornata | Livorno             | 0 – 0 | Montevarchi | Stadio Ardenza\| Arbitro: \| Lamorgese (Potenza) \| |
| Arbitro:                            | Lamorgese (Potenza) |       |             |                                                     |

| Arbitro: | Galbiati (Monza) |

|                |           |  |
| Barlassina 50’ | Marcatori |  |

| Empoli 18 novembre 1979 8ª giornata | Empoli            | 0 – 0 | Livorno | Stadio Carlo Castellani\| Arbitro: \| Cherri (Macerata) \| |
| Arbitro:                            | Cherri (Macerata) |       |         |                                                            |

| Arbitro: | Giaffreda (Roma) |

|                        |           |  |
| Vitulano 4’ Tormen 60’ | Marcatori |  |

| Cava dei Tirreni 2 dicembre 1979 10ª giornata | Cavese              | 0 – 0 | Livorno | Stadio Simonetta Lamberti\| Arbitro: \| Tubertini (Bologna) \| |
| Arbitro:                                      | Tubertini (Bologna) |       |         |                                                                |

| Arbitro: | De Marchi (Novara) |

|              |           |          |
| Martelli 20’ | Marcatori | 23’ Izzo |

| Livorno 16 dicembre 1979 12ª giornata | Livorno           | 0 – 0 | Arezzo | Stadio Ardenza\| Arbitro: \| Angelelli (Terni) \| |
| Arbitro:                              | Angelelli (Terni) |       |        |                                                   |

| Arbitro: | Sarti (Modena) |

|             |           |               |
| Zottoli 24’ | Marcatori | 12’ Pelliccia |

| Arbitro: | Baldini (Piacenza) |

|                       |           |  |
| Scorrano 18’ Nemo 86’ | Marcatori |  |

| Arbitro: | Cherri (Macerata) |

|           |           |  |
| Bedin 73’ | Marcatori |  |

| Arbitro: | Leni (Perugia) |

|              |           |  |
| Ballarin 83’ | Marcatori |  |

| Arbitro: | Lombardo (Marsala) |

|               |           |  |
| Venturini 67’ | Marcatori |  |

#### Girone di ritorno
| Arbitro: | Meschini (Perugia) |

|              |           |  |
| Romanini 87’ | Marcatori |  |

| Nocera Inferiore 10 febbraio 1980 19ª giornata | Nocerina          | 0 – 0 | Livorno | Stadio San Francesco d'Assisi\| Arbitro: \| Savalli (Trapani) \| |
| Arbitro:                                       | Savalli (Trapani) |       |         |                                                                  |

| Arbitro: | Polacco (Conegliano Veneto) |

|                    |           |  |
| Venturini 45’, 48’ | Marcatori |  |

| Arbitro: | Sguizzato (Verona) |

|                 |           |              |
| Di Vincenzo 74’ | Marcatori | 47’ Vitulano |

| Arbitro: | Tubertini (Bologna) |

|                            |           |  |
| Vitulano 26’ Venturini 78’ | Marcatori |  |

| Montevarchi 9 marzo 1980 23ª giornata | Montevarchi    | 0 – 0 | Livorno | Stadio Gastone Brilli Peri\| Arbitro: \| Sarti (Modena) \| |
| Arbitro:                              | Sarti (Modena) |       |         |                                                            |

| Livorno 16 marzo 1980 24ª giornata | Livorno     | 0 – 0 | Catania | Stadio Ardenza\| Arbitro: \| Rufo (Roma) \| |
| Arbitro:                           | Rufo (Roma) |       |         |                                             |

| Livorno 23 marzo 1980 25ª giornata | Livorno          | 0 – 0 | Empoli | Stadio Ardenza\| Arbitro: \| Altobelli (Roma) \| |
| Arbitro:                           | Altobelli (Roma) |       |        |                                                  |

| Arbitro: | Lussana (Bergamo) |

|  |           |                                  |
|  | Marcatori | 9’ Venturini 66’ (rig.) Vitulano |

| Arbitro: | Sala (Lecco) |

|           |           |  |
| Bedin 90’ | Marcatori |  |

| Torre del Greco 20 aprile 1980 28ª giornata | Turris              | 0 – 0 | Livorno | Stadio Amerigo Liguori\| Arbitro: \| Tubertini (Bologna) \| |
| Arbitro:                                    | Tubertini (Bologna) |       |         |                                                             |

| Arbitro: | Rufo (Roma) |

|            |           |  |
| Michesi 9’ | Marcatori |  |

| Livorno 11 maggio 1980 30ª giornata | Livorno            | 0 – 0 | Teramo | Stadio Ardenza\| Arbitro: \| Manfredini (Pavia) \| |
| Arbitro:                            | Manfredini (Pavia) |       |        |                                                    |

| Arbitro: | Cherri (Macerata) |

|              |           |  |
| Barducci 12’ | Marcatori |  |

| Arbitro: | Angelelli (Terni) |

|                                  |           |  |
| Lorenzetti 24’ Sciannimanico 58’ | Marcatori |  |

| Arbitro: | Pezzella (Frattamaggiore) |

|                        |           |  |
| Mucci 14’ Vitulano 71’ | Marcatori |  |

| Arbitro: | Angelelli (Terni) |

|  |           |              |
|  | Marcatori | 35’ Vitulano |